# يوكو أوكي
يوكو أوكي (باليابانية: 青木裕子؛ بالكانا: あおき ゆうこ) هي تارينتو ومغنية وموسيقية وعارضة يابانية، ولدت في 5 فبراير 1977 في ياماغاتا في اليابان.

## وصلات خارجية
- يوكو أوكي على موقع IMDb (الإنجليزية)
- يوكو أوكي على موقع قاعدة بيانات الفيلم (الإنجليزية)